# Kappelen (Berne)
Pour les articles homonymes, voir Kappelen et Chapelle (homonymie).
Kappelen, appelée en français Chapelle, est une commune suisse du canton de Berne, située dans l'arrondissement administratif du Seeland.

Photo aérienne par Walter Mittelholzer (1923)

## Transport
La commune possède un aérodrome avec une piste herbeuse.